# Pulitzer-Preis/Aktuelle Fotoberichterstattung
Der Pulitzer-Preis für Aktuelle Fotoberichterstattung (Pulitzer Prize for Breaking News Photography) wird erst seit dem Jahr 2000 vergeben. Von 1968 bis 1999 hieß die Kategorie Pulitzer Prize for Spot News Photography (sinngemäß etwa: Fotoberichterstattung von aktuellen Schauplätzen). Letzterer wurde 1977 zweimal vergeben.
Von 1942 bis 1967 gab es nur die Kategorie: „Pulitzer Preis für Fotografie“ (Pulitzer Prize for Photography). 1968 wurden dann zwei Preise im Bereich Fotografie eingerichtet:
1. „Fotoberichterstattung von aktuellen Schauplätzen“ (Spot News Photography), die dann wiederum 2000 in diese hier – also „Aktuelle Fotoberichterstattung“ (Breaking News Photography) – umbenannt wurde und
2. „Feature-Fotoberichterstattung“ (Pulitzer Prize for Feature Photography).

## Liste der Preisträger

### Pulitzer-Preis fürSpot News Photography

#### 1968–1979
- 1968 Rocco Morabito, Jacksonville Journal, für sein Foto The Kiss of Life, das einen Arbeiter bei der Mund-zu-Mund-Beatmung an seinem besinnungslos an einem Strommast hängenden Kollegen zeigt
- 1969 Edward T. Adams, Associated Press, für sein Foto Saigon Execution, das die Ermordung des Vietcong-Kämpfers Nguyễn Văn Lém durch den südvietnamesischen General Nguyễn Ngọc Loan auf offener Straße zeigt
- 1970 Steve Starr, Associated Press, für sein Foto Campus Guns, auf dem afroamerikanische Studenten schwerbewaffnet die Willard Straight Hall der Cornell University verlassen, die sie zuvor aus Protest besetzt hatten
- 1971 John Paul Filo, Valley Daily News und Daily Dispatch aus Tarentum und New Kensington, Pennsylvania, für seine Aufnahmen des Kent-State-Massakers
- 1972 Horst Faas und Michel Laurent, Associated Press, für ihre Bildserie Death in Dacca über Folterungen und Hinrichtungen in Dhaka während des Bangladesch-Krieges
- 1973 Huynh Cong Ut (Nick Út), Associated Press, für sein Bild The Terror of War, das vietnamesische Kinder, unter ihnen das Mädchen Phan Thị Kim Phúc, nach einem Napalm-Angriff zeigt
- 1974 Anthony K. Roberts, für seine Bildserie Fatal Hollywood Drama, die die Tötung eines mutmaßlichen Entführers zeigt
- 1975 Gerald H. Gay, The Seattle Times, für sein Foto Lull in the Battle, das vier erschöpfte Feuerwehrmänner zeigt
- 1976 Stanley Forman, Boston Herald American, für seine Fotoserie über einen Hausbrand in Boston am 22. Juli 1975, darunter das Foto Fire Escape Collapse
- 1977
  - Stanley Forman, Boston Herald American, für sein Foto The Soiling of Old Glory, auf dem ein Jugendlicher einen Mann mit einer US-Flagge attackiert
  - Neal Ulevich, Associated Press, für seine Fotoserie über Unruhen und Gewalt in den Straßen Bangkoks
- 1978 John H. Blair, United Press International, für sein Foto von einem Makler aus Indianapolis, der als Geisel festgehalten und mit einer Waffe bedroht wird
- 1979 Thomas J. Kelly III, Pottstown Mercury, für seine Bildserie von der Tragedy on Sanatoga Road, bei der ein Mann seine schwangere Frau tötete und mehrere andere Familienmitglieder attackierte

#### 1980–1989
- 1980 Jahangir Razmi, Ettelā'āt, für sein Foto Firing Squad in Iran, das die Erschießung von kurdischen Gefangenen im iranischen Sanandadsch zeigt. Da das Foto ohne Angabe des Namens des Fotografen veröffentlicht worden war, blieb der Preisträger zunächst anonym. Erst 2006 wurde mit Razmis Zustimmung seine Identität offengelegt
- 1981 Larry C. Price Fort Worth Star-Telegram, für seine Fotos vom Putsch in Liberia, bei dem Präsident William R. Tolbert junior getötet wurde und Samuel K. Doe an die Macht kam
- 1982 Ron Edmonds, Associated Press, für seine Fotoberichterstattung über das Attentat auf den US-Präsidenten Ronald Reagan
- 1983 Bill Foley, Associated Press, für seine Bildserie von Opfern und Überlebenden des Massakers von Sabra in Beirut
- 1984 Stan Grossfeld, The Boston Globe, für seine Fotografien, die die Folgen des Bürgerkrieges auf die Bevölkerung des Libanon zeigen
- 1985 Fotografen von The Register, Santa Ana, Kalifornien, für ihre Berichterstattung über die Olympischen Sommerspiele in Los Angeles
- 1986 Carol Guzy und Michel duCille, The Miami Herald, für ihre Fotos von den Verwüstungen, die der Ausbruch des Vulkans Nevado del Ruiz in Kolumbien verursacht hat
- 1987 Kim Komenich, San Francisco Examiner, für seine Fotoberichterstattung über den Sturz von Ferdinand Marcos
- 1988 Scott Shaw, Odessa American, für sein Foto des Mädchens Jessica McClure, das aus einem Brunnen gerettet wurde, in den sie gefallen war
- 1989 Ron Olshwanger, für sein im St. Louis Post-Dispatch veröffentlichtes Foto eines Feuerwehrmanns, der eine Mund-zu-Mund-Beatmung bei einem Kind durchführt, das aus einem brennenden Gebäude gerettet wurde

#### 1990–1999
- 1990 Fotografen von The Tribune, Oakland, Kalifornien, für Fotos von den Verwüstungen, die durch das Loma-Prieta-Erdbeben 1989 verursacht worden waren
- 1991 Greg Marinovich, Associated Press, für eine Fotoserie über Anhänger des südafrikanischen African National Congress, die einen Mann, den sie für einen Spion der Zulu hielten, brutal ermordeten
- 1992 Liu Heung Shing und den Fotografen der Associated Press, für Fotos des Augustputsch in Moskau und den folgenden Zerfall der Sowjetunion
- 1993 Ken Geiger und William Snyder, The Dallas Morning News, für ihre Fotos von den Olympischen Sommerspielen in Barcelona
- 1994 Paul Watson, The Toronto Star, für seine Fotos, die einen Mob dabei zeigen, wie er die Leiche eines während der Schlacht von Mogadischu umgekommenen US-Soldaten durch die Straßen von Mogadischu schleift
- 1995 Carol Guzy, The Washington Post, für ihre Fotos von der Krise in Haiti und den Folgen
- 1996 Charles Porter IV, für seine Fotos, die die Betreuung eines einjährigen Opfers des Bombenanschlags in Oklahoma City durch einen Feuerwehrmann zeigen
- 1997 Annie Wells, The Press Democrat, Santa Rosa, Kalifornien, für ihr Foto eines Feuerwehrmanns, der eine Jugendliche aus einer reißenden Flut rettet
- 1998 Martha Rial, Pittsburgh Post-Gazette, für ihre Porträts von Überlebenden der Konflikte in Ruanda und Burundi
- 1999 Fotografen der Associated Press, für ihre Fotos nach den Terroranschlägen auf die Botschaften der Vereinigten Staaten in Daressalam und Nairobi

### Pulitzer-Preis fürBreaking News Photography

#### 2000–2009
- 2000: Mitarbeiter der Rocky Mountain News aus Denver, für Fotos, die nach dem Amoklauf an der Columbine High School aufgenommen wurden
- 2001: Alan Diaz, Associated Press, für sein Foto vom Einsatz der United States Border Patrol zur Ergreifung des sechsjährigen Elián González im Haus seines Onkels
- 2002: Mitarbeiter der The New York Times, für die Fotoberichterstattung über die Terroranschläge am 11. September auf das World-Trade-Center
- 2003: Fotografen der Rocky Mountain News, für die Fotoberichterstattung über die Waldbrände in Colorado
- 2004: Cheryl Diaz Meyer und David Leeson, The Dallas Morning News, für ihre Fotos von der Gewalt und der Schmerzen im Irakkrieg
- 2005: Associated-Press-Mitarbeiter Bilal Hussein, Karim Kadim, Brennan Linsley, Jim MacMillan, Samir Mizban, John Moore, Khalid Mohammed, Muhammed Muheisen, Anja Niedringhaus,  Murad Sezer und Mohammed Uraibi, für die Serie von Fotografien über die blutigen Kämpfe in irakischen Städten
- 2006: Mitarbeiter der Dallas Morning News, für ihre Fotos vom Chaos und dem Schmerz nach dem Hurrikan Katrina
- 2007: Oded Balilty, Associated Press, für sein Foto einer jüdischen Frau, die sich israelischen Streitkräften bei der Räumung illegaler Siedlungen im Westjordanland widersetzt
- 2008: Adrees Latif, Reuters, für sein Bild des tödlich getroffenen japanischen Fotografen Kenji Nagai während einer Demonstration in Myanmar
- 2009: Patrick Farrell, The Miami Herald, für seine Bildserie über das 2008 vom Hurrikan Ike zerstörte Haiti

#### 2010–2019
- 2010: Mary Chind, The Des Moines Register, für ihr Foto eines Bauarbeiters, der eine Frau aus tosendem Wasser rettet
- 2011: Carol Guzy, Nikki Kahn und Ricky Carioti von The Washington Post, für ihre Fotos von der Verzweiflung nach dem Erdbeben in Haiti
- 2012: Massoud Hossaini von Agence France-Presse, für sein Foto eines weinenden Mädchens nach einem Selbstmordattentat auf einen Schrein in Kabul
- 2013: Rodrigo Abd, Manu Brabo, Narciso Contreras, Khalil Hamra und Muhammed Muheisen von Associated Press, für ihre Berichterstattung über den Bürgerkrieg in Syrien
- 2014: Tyler Hicks, The New York Times, für seine Fotos vom Überfall auf das Westgate-Einkaufszentrum in Nairobi
- 2015: Mitarbeiter des St. Louis Post-Dispatch, für ihre Fotos von der Verzweiflung und Wut in Ferguson nach dem Tod von Micheal Brown
- 2016:
  - Mauricio Lima, Sergey Ponomarev, Tyler Hicks und Daniel Etter, The New York Times, für ihre Fotos von der Europäischen Flüchtlingskrise, der Entschlossenheit der Flüchtlinge, den Gefahren ihrer Reise und den Anstrengungen der Aufnahmestaaten
  - Fotografen-Team von Reuters, für ihre Fotos, die Flüchtlinge hunderte Meilen über unsichere Grenzen zu unbekannten Zielen folgen
- 2017: Daniel Berehulak, freiberuflicher Fotograf, für seine in der New York Times veröffentlichte Bilder, die die grausame Geringschätzung von Menschenleben auf den Philippinen zeigen, die durch den Angriff der Regierung auf Drogenhändler und -konsumenten verursacht wird
- 2018: Ryan Kelly, The Daily Progress, für sein Foto des Aufpralls des Autos beim Pkw-Anschlag in Charlottesville
- 2019: Mitarbeiter von Reuters, für ihre Fotos von Migranten aus Mittel- und Südamerika auf ihrem Weg in die USA

#### 2020–2029
- 2020: Mitarbeiter von Reuters, für ihre Fotos von den Protesten in Hongkong
- 2021: Mitarbeiter von Associated Press, für ihre Fotos aus verschiedenen US-Städten, die die Reaktionen auf die Tötung von George Floyd zeigen
- 2022:
  - Marcus Yam, Los Angeles Times, für seine Fotos von der Machtübernahme der Taliban in Afghanistan
  - Win McNamee, Drew Angerer, Spencer Platt, Samuel Corum und Jon Cherry, Getty Images, für ihre Fotos vom Sturm auf das Kapitol in Washington
- 2023: Mitarbeiter von Associated Press, für „einzigartige und dringende Bilder aus den ersten Wochen der russischen Invasion in der Ukraine, einschließlich der Verwüstung von Mariupol, nachdem andere Nachrichtenorganisationen abgereist waren, Opfer der Angriffe auf die zivile Infrastruktur und der Widerstandsfähigkeit der Ukrainer.“
- 2024: Mitarbeiter von Reuters, für ihre Fotos von Terrorangriff der Hamas auf Israel 2023 und dem Krieg in Israel und Gaza seit 2023